# Perdita minima
Perdita minima är en biart som beskrevs av Cockerell 1923. Perdita minima ingår i släktet Perdita och familjen grävbin. Inga underarter finns listade i Catalogue of Life.